# New Super Mario Bros. 2
New Super Mario Bros. 2 (New スーパーマリオブラザーズ 2, Nyū Sūpā Mario Burazāzu Tsū) é um jogo eletrônico de plataforma desenvolvido e publicado pela Nintendo. Foi anunciado em abril de 2012 e lançado em 28 de julho de 2012 para Nintendo 3DS. É a sequência de New Super Mario Bros., lançado para Nintendo DS em 2006. É o primeiro jogo para um console da Nintendo a ser vendido tanto em lojas físicas como por meio de baixamento.
Seguindo o mesmo estilo de jogabilidade de New Super Mario Bros. e New Super Mario Bros. Wii, o jogo possui uma meta de coletar o maior número de moedas possível e é o segundo jogo da série e o primeiro para portátil a apresentar dois modos multijogador: competitivo e cooperativo, pois é possível jogar com Mario e Luigi (com dois jogadores jogando juntos no modo história como o New Super Mario Bros. Wii).

## História
Mais uma vez os filhos do bowser sequestrou a Princesa Peach, mas desta vez Mario tem outro objetivo. O Reino dos Cogumelo está repleto de moedas de ouro, mais moedas do que antes. Em New Super Mario Bros. 2, cada nível está cheio de ouro, moedas jorram pelos canos, inimigos dourados deixam uma trilha de moedas para trás e canos de ouro transportam Mario para cavernas cheias de tesouros. Cabe aos jogadores coletar todas as moedas possíveis durante a aventura. Passando por 92 fases para juntar.
O jogo possui novos power-ups, como a flor de ouro que transforma Mario em ouro maciço e lhe permite atirar bolas de fogo de ouro que transformam quase tudo em seu caminho em moedas. Além disso, Raccoon Mario retorna com a habilidade de voar. Dois jogadores que possuam o jogo podem se juntar para a aventura em modo cooperativo usando a rede sem fio local, pela primeira vez em um jogo de aventura do Mario para portáteis.